# 2012年電影
2012年電影是2012電影大事紀。

## 全球票房最高的電影
2012年全球票房最高的電影如下：
| 1  | 《復仇者聯盟》                | 迪士尼                | $1,518,815,515 |
| 2  | 《新鐵金剛：智破天凶城》      | 索尼影視娛樂 / 米高梅 | $1,108,561,013 |
| 3  | 《黑暗騎士：黎明昇起》        | 華納兄弟影業          | $1,081,041,287 |
| 4  | 《霍比特人：意外旅程》        | 華納兄弟影業          | $1,017,003,568 |
| 5  | 《冰原歷險記4：板塊漂移》     | 二十世紀霍士          | $877,244,782   |
| 6  | 《吸血新世紀4：破曉傳奇下集》 | 頂峰娛樂              | $829,746,820   |
| 7  | 《蜘蛛人：驚奇再起》          | 索尼影視娛樂          | $757,930,663   |
| 8  | 《馬達加斯加3：歐洲大圍捕》   | 派拉蒙影業            | $746,921,274   |
| 9  | 《飢餓遊戲》                  | 獅門影視公司          | $694,394,724   |
| 10 | 《黑衣人3》                   | 哥倫比亞影業          | $624,026,776   |

## 頒獎典禮
- 第84屆奧斯卡金像獎
- 第62屆柏林電影節
- 第69屆金球獎
- 第69届威尼斯电影节
- 第65届戛纳电影节
- 2012年多倫多國際影展
- 第31屆香港電影金像獎
- 第49屆金馬獎